# Dumitru D. Pătrășcanu
Dumitru D. Pătrășcanu (n. 8 octombrie 1872, Tomești, județul Iași – d. 1937, București), cunoscut și ca D.D.Pătrășcanu, a fost un om de litere, prozator, profesor de istorie și cunoscut autor de manuale de istorie în perioada interbelică. În politică s-a remarcat ca membru al Partidului Conservator, pe care l-a reprezentat ca deputat în Parlamentul României la începutul secolului al XX-lea.

## Biografie
D.D.Pătrășcanu provenea dintr-o familie de nobili moldoveni, fiind fiul lui Dumitru Pătrășcanu și al Mariei Vicol. A absolvit la Iași Colegiul Național, Facultatea de Drept, Litere și Filosofie și Școala Normală Superioară.
Ca om de cultură, a animat revista ieșeană Viața Românească, alături de Constantin Stere și Garabet Ibrăileanu (cel din urmă fiindu-i prieten din școală). A cunoscut, de asemenea, și alte mari nume ale culturii românești printre care Panait Istrati, Jean Rosenthal, Mihail Sadoveanu sau Gala Galaction.
A fost tatăl liderului comunist Lucrețiu Pătrășcanu.

## Aprecieri
Despre Dumitru D. Pătrășcanu, dramaturgul Ion Luca Caragiale spunea că este un inteligent impresar al atâtor prețioase figuri de comedie în costum local românesc, iar Garabet Ibrăileanu că este și un sentimental, un suflet plin de nostalgia lucrurilor care au fost și nu mai sunt.

## Posteritatea
La 15 septembrie 1993 s-a dat în folosință școala generală din Tomești. În octombrie 1995, cu ocazia simpozionului Nasc și în Tomești oameni, s-a hotărât ca școala să poarte numele omului de cultură.

## Lucrări literare
- Plimbare - schiță
- Între filologi - piesă de teatru
- O inspecție școlară - piesă de teatru
- Schițe și amintiri, 1909
- Ce cere publicul de la un deputat și alte schițe, 1912
- Timothei mucenicul, 1913
- Candidat fără noroc și alte povestiri folositoare, 1916
- Înzăpădiți!, 1916
- Vinovații, 1918
- Domnul Nae – Scene din vremea ocupației, 1921
- Decorația lui Vartolomei, 1924
- Un prânz de gală, 1928